# Kalpi
Kalpi ist eine Stadt im indischen Bundesstaat Uttar Pradesh. Sie befindet sich am rechten Ufer des Yamuna. Kalpi liegt 78 Kilometer südwestlich von der Stadt Kanpur, mit der sie sowohl über  Straßen als auch über Schienen verbunden ist.
Die Stadt ist Teil des Distrikts Jalaun. Kalpi hat den Status eines Nagar Palika Parishad. Die Stadt ist in 25 Wards gegliedert. Sie hatte am Stichtag der Volkszählung 2011 51.670 Einwohner, von denen 27.414 Männer und 24.256 Frauen waren. Hindus bilden mit einem Anteil von über 61 % die Mehrheit der Bevölkerung in der Stadt. Die Alphabetisierungsrate lag 2011 bei 71,86 %.
Kalpi soll von König Vasudeva gegründet worden sein. Die Stadt soll auch der Geburtsort des mythischen Weisen Vyasa gewesen sein, der als Ordner und Redaktor wichtiger altindischer Schriften gilt und der den Vedanta begründet haben soll.